# Mówca umarłych
Mówca umarłych (tyt. oryg. Speaker for the Dead) – należąca do gatunku science fiction powieść Orsona Scotta Carda. Została wydana jako druga w cyklu o Enderze, tworzy trylogię z dwoma następnymi powieściami, Ksenocyd i Dzieci umysłu. Powieść zdobyła nagrody Hugo i Locusa w 1987 oraz Nebulę 1986, a także Nagrodę im. Kurda Lasswitza w 1989.
Tytułowy Mówca umarłych to rodzaj kapłana nowej religii. Jego rolą jest opowiadanie o życiu zmarłych ludzi, co ma prowadzić do rozwiązania nawarstwionych konfliktów i nieporozumień. Miejscem akcji powieści jest fikcyjna planeta Lusitania, zamieszkana przez katolicką ludność pochodzenia brazylijskiego posługującą się językiem portugalskim. Jej nazwa, wywodząca się z łaciny, oznacza Portugalię.

## Fabuła
Akcja utworu toczy się trzy tysiące lat po wydarzeniach z Gry Endera. W tym czasie imię Ender nabrało negatywnego znaczenia, wraz z przydomkiem Ksenobójca. Sam Ender jest młodym mężczyzną, ciągle żyjącym dzięki efektowi relatywistycznemu. Jest autorem dwóch książek: Królowej Kopca i Hegemona, które opublikował pod pseudonimem  Mówca umarłych, aby wyjaśnić mentalność robali oraz ludzi. Książki te zapoczątkowały ruch Mówców Umarłych, których rolą jest zbadanie życia zmarłej osoby i próba jego zrozumienia, a następnie opowiedzenia.
W książce Ender podróżuje przez Wszechświat jako Mówca umarłych, ukrywając, że jest zarówno Ksenobójcą, jak i autorem Królowej Kopca i Hegemona. Nikt, oprócz siostry Valentine, nie zna jego prawdziwej tożsamości. Enderowi towarzyszy wirtualna postać, Jane, istota żyjąca „w sieci filot” (zobacz: ansibl), przedstawiona jako jedyna przedstawicielka czwartego gatunku.
Ender przybywa na Lusitanię, aby spełnić obowiązek Mówcy Umarłych wobec naukowca zabitego przez badanych przez niego przedstawicieli tubylczej cywilizacji - pequeninos. Chociaż początkowo spotyka się z niechęcią tamtejszej społeczności, wkrótce udaje mu się zjednać sobie wszystkich i wyjaśnić wiele tajemnic. Kluczem do wszystkich zagadek okazuje się śmiertelna choroba  pochodząca z Lusitanii, descolada. Zamieszkujący planetę biolodzy, szukając rozwiązania - jak unieszkodliwić descoladę - odkrywają, że jest ona niezbędna dla pequeninos, pozwalając im po śmierci zamieniać się w inteligentne drzewa. Ostatecznie Ender doprowadza do zawarcia umowy między trzema cywilizacjami: ludźmi, pequeninos i robalami, jednocześnie odcinając planetę od reszty kolonii ludzkich, ze względu na zagrożenie rozprzestrzenieniem się descolady na inne światy.
Valentine wyrusza wraz z rodziną i przyjaciółmi na pomoc z odległej o 22 lata świetlne planety. Ender zakłada rodzinę oraz znajduje nowe gniazdo dla Królowej Kopca, pozwalając odrodzić się gatunkowi robali.